# Предприятие «Божий дар»
«Предприятие „Божий дар“» (англ. Perpetual Grace, LTD) — американский неонуарный телесериал в жанре триллер, созданный Стивом Конрадом и Брюсом Террисом, премьера которого состоялась на телеканале Epix 2 июня 2019 года.
Продюсированием сериала занимались компании FX Productions и MGM Television в соавторстве с Конрадом и Террисом. Главные роли исполнили актёры Бен Кингсли, Джимми Симпсон, Луис Гусман,  Дэймон Херриман, Крис Конрад и Джеки Уивер. 
30 января 2020 года телеканал Epix объявил, что сериал был закрыт после первого сезона и вместо этого будет завершён ограниченным показом. Однако Стив Конрад заявил, что этого не произойдет.

## Сюжет
Сериал рассказывает о мошеннике по имени Джеймс, который пытается обмануть пастора Байрона Брауна, который оказывается гораздо опаснее, чем мог предположить Джеймс.

## В ролях

### Главные
- Бен Кингсли — Байрон «Па» Браун, склонный к махинациям пастор, управляющий своим реабилитационным центром, который он использует для прикрытия своей воровской деятельности.
- Джимми Симпсон — Джеймс Шейлер, неуравновешенный бывший пожарный, который оказывается втянут Полом в преступную аферу.
- Луис Гусман — Гектор Контрерас, шериф полиции, которому поручено поймать Па и Ма и посадить их в тюрьму.
- Дэймон Херриман — Пол Аллен Браун, фокусник и непутёвый сын Ма и Па, который планирует обокрасть своих родителей и заключает союз с Джеймсом.
- Крис Конрад — Трейси Коннелли, бывшая жертва Па и Ма, убеждённый в том, что во всех его страданиях виноват именно Пол.
- Джеки Уивер — Лилиан «Ма» Браун, жена Байрона, более хитрая и расчётливая, чем её жестокий и неуравновешенный муж.

### Второстепенные
- Терри О’Куинн — Уэсли Уокер, служитель закона и техасский рейнджер, подозревающий Пола в убийстве.
- Кертвуд Смит — Дэйв Лессер, ложно осуждённый сексуальный преступник, угодивший в тюрьму по вине Лилиан.
- Тимоти Сполл — Дональд ДеЛауш, преступник и бывший друг и подельник Па.
- Майкл Чернус — Эверли Пирду, городской алкоголик и отец Гленна.
- Эфрен Рамирес — Фелипе Гильермо Уэстэд, мексиканский судмедэксперт, помогающий Полу с его планом.
- Хана Мэй Ли — Скотти Шоулз, сардоническая прихожанка церкви штата Пенсильвания.
- Дана Делоренцо — Валери Спунтс, грубая продавщица автомобилей, которая вербует Гектора для исполнения плана Пола.
- Вероника Фалькон — Клара, женщина из наркокартеля, которая хочет убить Па.
- Дэш Уильямс — Гленн Пирду, пятнадцатилетний сын Эверли, вынужденный работать в ломбарде своего отца.
- Элиана Х. Александр — Марисоль Контрерас, любящая жена Гектора.

## Сезоны
| Сезон | Серии | Серии | Даты показа  | Даты показа     |
| Сезон | Серии | Серии | Первая серия | Последняя серия |
| ----- | ----- | ----- | ------------ | --------------- |
| 1     | 10    | 10    | 2 июня 2019  | 4 августа 2019  |

## Эпизоды

### Сезон 1(2019)
| № общий | № в сезоне | Название                                                                                               | Режиссёр       | Автор сценария           | Дата премьеры  |
| --- | ---------- | --- | -------------- | ------------------------ | -------------- |
| 1 | 1          | «Одиннадцать» «Eleven»                                                                                 | Стив Конрад    | Стив Конрад, Брюс Террис | 2 июня 2019    |
| Бывший пожарный по имени Джеймс, морально опустошённый после происшествия на работе, соглашается на сомнительное предложение некоего Пола Аллена. Вскоре молодого человека находят на обочине дороги пожилой пастор и его жена.  |            | |                |                          |                |
| 2 | 2          | «Сироты бьются насмерть за расчёску» «Orphan Comb Death Fight»                                         | Стив Конрад    | Стив Конрад, Брюс Террис | 9 июня 2019    |
| Ма и Па отправляются в тюрьму по воле продажного шерифа. Джеймс пытается претворить в жизнь первоначальный план, но оказывается подозреваемым в убийстве и получает шанс встретить настоящего Пола Аллена.                       |            | |                |                          |                |
| 3 | 3          | «История Филипе Гильермо Уэстэда. Часть 1» «Felipe G. Usted. Almost First Mexican on the Moon. Part 1» | Джеймс Уитакер | Стив Конрад, Брюс Террис | 16 июня 2019   |
| Филипе Гильермо Уэстэд готовится к полёту в космос, Джеймс провоцирует столкновение с гремучей змеёй, а Па угоняет фургон с мороженым и сбегает.                                                                                 |            | |                |                          |                |
| 4 | 4          | «История Филипе Гильермо Уэстэда. Часть 2» «Felipe G. Usted. Almost First Mexican on the Moon. Part 2» | Джеймс Уитакер | Стив Конрад, Брюс Террис | 23 июня 2019   |
| Джеймс переживает кризис после того, как его снова выслеживает полиция. Шериф Контрерас находит сбежавшую из заключения Ма, но его собственная семья внезапно оказывается под угрозой, ведь Па находится уже на пути к его дому. |            | |                |                          |                |
| 5 | 5          | «Бесцельно блуждая» «Wandering Left»                                                                   | Стив Конрад    | Стив Конрад, Брюс Террис | 30 июня 2019   |
| Пока шериф Контрерас пытается спрятать Ма под землёй, Па приходит к его сыновьям в школу на День отца, в то время как Джеймс пересекает пустыню в компании сына владельца ломбарда Гленна.                                       |            | |                |                          |                |
| 6 | 6          | «Когда голуби плачут» «When Doves Cry»                                                                 | Стив Конрад    | Стив Конрад, Брюс Террис | 7 июля 2019    |
| Раскрывается предыстория Предприятия „Божий дар“. Па берёт Гектора под контроль и требует, чтобы его отвели к Ма, которая находится в ужасном состоянии.                                                                         |            | |                |                          |                |
| 7 | 7          | «Бычья морда» «Bull Face»                                                                              | Джеймс Уитакер | Стив Конрад, Брюс Террис | 14 июля 2019   |
| Па наконец воссоединяется с Ма, Гленн возвращается домой, а на Джеймса начинается настоящая охота. |            | |                |                          |                |
| 8 | 8          | «На веки вечные» «Fiveever»                                                                            | Джеймс Уитакер | Стив Конрад              | 21 июля 2019   |
| Пол и Джеймс вступают в конфронтацию с неожиданным исходом. Тем временем Ма и Па сталкиваются с тем, кого они боялись больше всего — с таинственным господином Дональдом ДеЛаушем.                                               |            | |                |                          |                |
| 9 | 9          | «Элементы прозрения» «The Elements of an Epiphany»                                                     | Стив Конрад    | Стив Конрад              | 28 июля 2019   |
| Гленн встречается с настоящим отцом Джеймса. Тем временем дело об убийстве Терезы Уильямс, ответственность за которое понёс Джеймс, продвигается вперёд.                                                                         |            | |                |                          |                |
| 10 | 10         | «Шериф в эпоху картеля» «A Sheriff in The Era of The Cartel»                                           | Стив Конрад    | Стив Конрад, Брюс Террис | 4 августа 2019 |
| Приходит время делить награбленное. Джеймс вместе с товарищами готовится к подставным похоронам, в то время как Па и Ма отправляются на мексиканские поля смерти после стычки с картелем.                                        |            | |                |                          |                |

## Производство

### Разработка
28 августа 2018 года было объявлено, что телеканал Epix заказал сериал, который тогда назывался «Предприятие „Наша леди“», состоящий из десяти эпизодов, премьера которого была назначена на 2019 год. Сценаристами и шоураннерами сериала стали Стив Конрад и Брюс Террис, которые также являются исполнительными продюсерами вместе с Тоддом Блэком, Джейсоном Блюменталем и Стивом Тишем. Конрад также снял шесть эпизодов сериала. Производством сериала занимается компания MGM Television. 10 февраля 2019 года, во время ежегодного зимнего пресс-тура Ассоциации телевизионных критиков, было объявлено, что сериал получил своё окончательное название — «Предприятие „Божий дар“».

### Кастинг
Одновременно с объявлением о заказе сериала было подтверждено, что Бен Кингсли сыграет главную роль в сериале. 30 августа 2018 года было объявлено, что Джимми Симпсон получил главную роль. 4 сентября 2018 года стало известно, что Джеки Уивер была утверждена на главную роль в сериале. В ноябре 2018 года было объявлено, что Луис Гусман, Дэймон Херриман и Крис Конрад получили постоянные роли в сериале, Кертвуд Смит и Терри О’Куинн появятся в эпизодических ролях, а Хана Мэй Ли сыграет гостевую роль. 4 февраля 2019 года стало известно, что Тимоти Сполл получил роль второго плана в сериале.

### Съёмки
Основные съёмки сериала начались в ноябре 2018 года в Санта-Фе, штат Нью-Мексико. В том же месяце съёмки проходили в окрестностях Санта-Фе, в том числе в Лос-Серрильос. В декабре 2018 года съёмки проходили в Лос-Аламосе и его окрестностях. Съёмки были завершены в марте 2019 года.

## Критика
На сайте-агрегаторе Rotten Tomatoes сериал получил положительную оценку в 88 % на основе 16 рецензий со стороны критиков. Консенсус сайта гласит: «Необычайно странный сериал «Предприятие „Божий дар“» может похвастаться блестящим актёрским составом (во главе с гипнотическим Беном Кингсли), впечатляющими панорамами и изобилием закрученных сюжетов».